# Antonio D'Alì (politico 1951)
Antonio D'Alì (Trapani, 25 dicembre 1951) è un ex politico italiano.
È stato senatore della Repubblica dal 15 aprile 1994 al 22 marzo 2018, ricoprendo diversi incarichi parlamentari tra cui quello di presidente della Commissione Ambiente, sottosegretario di Stato al Ministero dell'interno nei governi Berlusconi II e III e presidente della provincia di Trapani dal 2006 al 2008.
Nel 2022, dopo un iter giudiziario di oltre 10 anni, è stato condannato in via definitiva a sei anni di reclusione per concorso esterno in associazione di tipo mafioso, avendo agito nella sua attività politica nell’interesse di capi storici di Cosa Nostra, come i boss Matteo Messina Denaro e Totò Riina.

## Biografia
Nato il 25 dicembre 1951 a Trapani nell'omonima provincia, Antonio D'Alì era un rampollo di un'antica famiglia trapanese di imprenditori e banchieri, proprietaria delle saline di Trapani, di navi commerciali, ampi latifondi e della Banca Sicula di Trapani, primo istituto privato bancario della Sicilia, di cui suo nonno Giulio fu presidente dal 1895 al 1905.
Laureatosi in giurisprudenza presso l'Università degli Studi di Roma "La Sapienza", quando, nel 1983 lo zio Antonio senior, che allora era amministratore delegato dell'istituto, lasciò l'incarico, questi gli subentrò. La banca poi confluì nel 1991 nella Comit.

### Attività politica

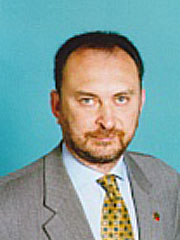
Antonio D'Alì nel 1994

Quindi è entrato in politica alla fine del 1993, come membro autorevole di Forza Italia, di cui è stato uno dei fondatori.
Nel marzo 1994 è stato eletto senatore nel collegio uninominale di Trapani-Marsala. Nella XII legislatura è vicepresidente della commissione Finanze, e per un breve periodo è stato il responsabile economico di Forza Italia. Riconfermato nella XIII (1996) e nella XIV legislatura (2001).
È stato in quella legislatura sottosegretario di Stato per l'Interno nel secondo e nel terzo Governo Berlusconi (2001-2006).
Confermato al Senato alle politiche del 2006.
È stato il fautore della presenza a Trapani nel 2005 degli Act's della Vuitton Cup, preliminari della America's Cup.
Rieletto al Senato nella XV Legislatura nell'aprile 2006 per la Casa delle libertà, è stato eletto presidente della provincia di Trapani nel turno elettorale del giugno 2006, raccogliendo il 55,6% dei voti in rappresentanza di una coalizione di centrodestra.
Il mandato amministrativo sarebbe scaduto nel 2011, ma D'Alì ha rassegnato, dopo poco più di un anno e mezzo dalle elezioni, le sue dimissioni per concorrere alle elezioni politiche anticipate del 13 aprile 2008, nelle quali è risultato nuovamente eletto al Senato con il PdL. Il 22 maggio 2008 è stato eletto presidente della Commissione Ambiente del Senato.
All'interno del PdL si colloca nell'area del presidente del Senato Renato Schifani, inserita nella corrente dei "Mediatori" ma vicinissima a quella di Angelino Alfano, dove il 27 febbraio 2012 venne eletto coordinatore provinciale.
Alle elezioni politiche del 2013 viene ricandidato al Senato, tra le liste del PdL, nonostante fosse sotto processo con l’accusa di concorso esterno in associazione mafiosa, nella circoscrizione Sicilia in sesta posizione, venendo riconfermato senatore.
Il 16 novembre 2013, con la sospensione delle attività del Popolo della Libertà, decide di aderire al Nuovo Centrodestra (NCD) guidato da Angelino Alfano. Secondo Il Fatto Quotidiano, D'Alì aveva preso questa decisione con l’ambizione di ottenere qualche incarico politico, che non è mai arrivato, covando l’ipotesi di tornare da Berlusconi.
Il 13 ottobre 2014 lascia NCD, motivando la scelta con la linea del partito accondiscendente alle larghe intese col Partito Democratico e, a suo dire, infelicemente centrista, per aderire alla rinata Forza Italia di Berlusconi, dopo che, secondo diversi retroscena, veniva corteggiato da Denis Verdini e Berlusconi stesso.
Ad aprile 2017, in vista delle elezioni amministrative di quell'anno, si candida a sindaco di Trapani, sostenuto da Forza Italia, Partito Socialista Italiano e la lista civica "Per la Grande Città", ma al primo turno dell'11 giugno ottiene il 23,46% dei voti, giungendo terzo e non raggiungendo il ballottaggio.
In vista delle elezioni politiche del 2018, dopo 24 anni di presenza ininterrotta al Parlamento italiano, non si ricandida più.

### Vita privata
Sposato nel 1978 con Maria Antonietta Aula, matrimonio da cui ha avuto un figlio, ha divorziato nel 2002 e si è risposato.

## Vicende giudiziarie per associazione mafiosa

### Fase d'indagini
Nel 2011 D'Alì viene indagato per concorso esterno in associazione mafiosa, ma smentisce ogni suo coinvolgimento. Ad ottobre dello stesso anno la procura di Palermo ha chiesto il rinvio a giudizio, ma nel maggio 2012 viene deciso il processo con rito abbreviato davanti al tribunale di Palermo.
Il 14 giugno 2013 i PM chiedono la condanna di D'Alì a 7 anni e 4 mesi per concorso esterno in associazione mafiosa.

### Assoluzioni in primo e secondo grado
Il 30 settembre 2013 il GUP di Palermo Gianluca Francolini ha assolto in primo grado il senatore del PdL per i fatti successivi al 1994 e ha dichiarato la prescrizione per quelli precedenti. La procura annuncia ricorso in appello.
Il 23 settembre 2016 la Corte d'Appello di Palermo assolve in secondo grado D'Alì per i fatti successivi al 1994 e dichiara prescritti quelli precedenti, confermando quindi la sentenza di primo grado.

### Soggiorno obbligato (poi revocato)
Il 18 maggio 2017 la Direzione distrettuale antimafia di Palermo richiede al tribunale per il politico siciliano, candidato sindaco nella sua città natale, la misura del soggiorno obbligato a Trapani, in quanto socialmente pericoloso. 
Il 9 agosto 2019 il Tribunale Misure di Prevenzione di Trapani gli impone l'obbligo di dimora a Trapani per tre anni, ma l'11 gennaio 2021 il soggiorno obbligato gli viene revocato dalla corte d'appello di Palermo.

### Nuovo processo e condanna definitiva
Su ricorso della procura, a gennaio 2018, i giudici della Corte suprema di cassazione annullarono la sentenza di assoluzione, con rinvio ad un nuovo processo di appello.
Il 21 luglio 2021 la corte d'appello di Palermo lo condanna a sei anni di reclusione per concorso esterno in associazione mafiosa nel processo d'appello bis, con il procuratore generale di Palermo che chiedeva una condanna di 7 anni e 4 mesi; D'Alì, considerato vicino al mandamento di Trapani dei Messina Denaro, viene inoltre interdetto per tre anni dai rapporti con i pubblici uffici.  D’Alì “ha contribuito al sostegno di Cosa Nostra mettendo a disposizione le proprie risorse economiche e, successivamente, il proprio ruolo istituzionale di senatore della Repubblica e di sottosegretario di Stato presso il Ministero dell’interno, avendo ottenuto sostegno elettorale dai primi anni ’90 ed avendo intrattenuto, a fronte del richiesto appoggio, rapporti diretti o mediati con esponenti di spicco dell’associazione, tra i quali Matteo Messina Denaro, Vincenzo Virga, Francesco Pace, Antonino Birrittella e Tommaso Coppola”.
Il 13 dicembre 2022 la sentenza è stata confermata dalla Corte di cassazione, e il 14 dicembre l'ex senatore si è costituito al carcere di Opera a Milano. I suoi legali, ritenendo che i giudici avessero sbagliato la valutazione degli atti processuali con conseguente applicazione di una pena illegittima, hanno presentato un ricorso straordinario che è stato bocciato dalla Cassazione nel giugno del 2024 dichiarandolo inammissibile.